# 哈桑·本·盖农
哈桑·本·卡西姆·盖农（阿拉伯語：الحسن الثاني بن القاسم كنون；？—985年）是摩洛哥伊德里斯王朝末代埃米尔，954年至974年在位。

## 生平
954年，阿布·艾什·艾哈迈德不敌后伍麦叶王朝而出逃，哈桑即位，被迫效忠于入侵的后伍麦叶王朝。958年，法蒂玛王朝又派大将乔哈尔入侵摩洛哥。乔哈尔的军队势如破竹，令伊德里斯王族再度归顺。但随后乔哈尔率军转向埃及，伍麦叶王朝趁乱卷土重来，于973年进入摩洛哥，伊德里斯王族被悉数驱逐，哈桑也被囚禁在科尔多瓦，后又逃往法蒂玛王朝统治下的埃及。979年，法蒂玛王朝的伊夫起亚总督布卢金·本·齐里率军再度攻占摩洛哥。985年，哈桑在法蒂玛王朝支持下重回摩洛哥，却再度被阿尔曼索尔的人马击败，并在逃往科尔多瓦途中遇刺。伊德里斯王朝就此终结，后伍麦叶王朝得以统治摩洛哥北部。